# Чемеровци
Чемеровци (на украински: Чемерівці) е селище от градски тип, намиращо се в Каменец-Подолски район на Хмелницка област на Украйна, до 2020 г. – раойнен център на бившия Чемеровецки район.

## География
Селището е разположено на река Жванчик, на територията на националния парк „Подолски Товтри“.

## История
Според една от легендите, според версията на Михаил Орловски в повестта „Роксолана или Анастасия Лисовска“ (1880), Роксолана, съпруга на османския султан Сюлейман I и майка на Селим II, родом е от Чемеровец. Но тази версия се отхвърля, тъй като селото е основано през 1565 г., 7 години след смъртта на Роксолана.
След втората подялба на Жечпосполита през 1793 г. Чемеровци става част от Руската империя. През 1797 г. селището получава магдебургско право. През 1880 г. то е мястечко в Каменец-Подолски уезд на Подолска губерния с население от 992 души.
През 1903 г. населението е 1192 души, има ежеседмични панаири, пивоварна, няколко магазина, православна църква и синагога.
По време на Втората световна война от 9 юли 1941 г. до 25 март 1944 г. селото е окупирано от немски войски.
През 1959 г. селото получава статут на селище от градски тип, през 1963 г. тук е открито медицинско училище. Най-голямото предприятие в селото е маслобойният завод.
През януари 1989 г. населението е 5528 души.
През май 1995 г. Кабинетът на министрите на Украйна одобрява решение за приватизация на АТП-16847 и намиращата се тук селскостопанска техника на райхоза.
Към 1 януари 2013 г. населението е 5346 души.

## Транспорт
Чемеровци се намира на 15 км от жп гарата Закупное на линията Копичинци – Ярмолинци на Югозападната железопътна линия.

## Известни личности
- Давид Яновер (1905 – 1972) – деец на съветското кино, режисьор, актьор, организатор на филмови продукции.